# Luisa Charlotte Schulz
Luisa Charlotte Schulz (* 10. April 1991 in Essen) ist eine deutsche Schauspielerin, Sängerin und Comedienne.

## Leben
Von 2011 bis 2015 absolvierte Schulz die Ausbildung zur Schauspielerin und Sängerin an der „Ernst-Busch-Hochschule für Schauspielkunst“ in Berlin. Seit 2017 ist sie regelmäßig am Berliner Grips-Theater zu sehen. So spielte sie unter anderem im Musical Linie 1 mit. 2019 war sie Gast beim Quatsch Comedy Club.
2021 nahm Schulz in der Folge Alleinerziehende Mutter der 34. Staffel der Kabarettsendung Mitternachtsspitzen teil und war Gast in der Standup-Comedy-Show NightWash sowie im „Satire-Sommer“ mit Christian Ehring. Ab 2022 war sie vorübergehend festes Mitglied im Ensemble der Mitternachtsspitzen. Ab Dezember 2022 moderierte sie dann für kurze Zeit NightWash, dessen Moderation sie inzwischen wieder aufgegeben hat.
Zusammen mit Sandra Sprünken veröffentlicht Schulz seit Juni 2021 den Podcast 1a B-Ware.
Im Dezember 2023 führte Schulz gemeinsam mit Sandra Sprünken durch Der flüssige Adventskalender – 24 Biere bis Weihnachten auf RTL+. Im selben Monat startete auf der Streamingplattform die acht Folgen umfassende Versteckte-Kamera-Comedy Meine neue Freundin von Christian Ulmen, in der Schulz die Hauptrolle übernimmt und in jeder Folge eine neue Rolle verkörpert. Die Sendung ist eine Neuauflage der 2005 bei ProSieben ausgestrahlten Comedy Mein neuer Freund. In der Kabarettsendung „Die Anstalt“ am 11. Februar 2025 spielte die Darstellerin eine deutsche Bürgerin, die in der Wahlkabine die Gesamtheit der wählenden Bevölkerung abbildete.